# David Garnett
David Garnett (Brighton, 9 de março 1892 – Montcuq, França, 17 de fevereiro 1981) foi um escritor e editor britânico. Destacado membro do Grupo de Bloomsbury, obteve reconhecimento literário quando seu romance A Mulher-Raposa (Lady into Fox no original) foi agraciado em 1922 com o prêmio James Tait Black Memorial de ficção.

## Biografia
Na infância Garnett, teve um capuz feito de pele de coelho e, por isso, recebeu o apelido de Bunny (coelhinho), pelo qual era chamado entre seus amigos e íntimos.
Filho único de Edward Garnett e Constance Garnett, tradutora para o inglês de literatura russa, Garnett escreveu o romance Aspects of Love, no qual foi baseado o musical homônimo de Andrew Lloyd-Webber. Por ser objetor de consciência, durante a Primeira Guerra Mundial trabalhou com o cultivo de frutas numa fazenda em Suffolk e em Sussex com Duncan Grant. Na década de 1920, foi dono, junto com Francis Birrell, de uma livraria próxima ao Museu Britânico. Fundou, também, com Francis Meynell, a editora Nonesuch Press.
Sua primeira esposa foi a ilustradora Rachel Marshall (1891-1940), conhecida como Ray, que era a irmã do último membro vivo do Grupo de Bloomsbury, Frances Partridge. Garnett e Ray tiveram dois filhos, ela, porém, morreu relativamente cedo de câncer de mama.
Embora Garnett, a princípio, fosse heterosexual, teve, na juventude, um breve envolvimento homossexual com Francis Birrell e Duncan Grant. Ele esteve presente quando do nascimento de Angelica Garnett (nascida Bell), filha de Grant, em 25 de dezembro de 1918, e escreveu pouco tempo depois a um amigo: "Penso em casar com ela. Quando tiver 20, eu terei 46 -- será um escândalo?". 
Quando Angelica estava com pouco mais que 20 anos, eles se casaram (em 8 de maio de 1942), para o desespero de seus pais.
Tiveram quatro filhas, Amaryllis, Henrietta e as gêmeas Nerissa e Frances, porém separaram-se mais tarde. Amaryllis Garnett (1943 - 1973), sua filha mais velha, foi atriz. Henrietta Garnett, casada com Burgo Partridge, sobrinho de seu pai pelo primeiro casamento, supervisiona os direitos dos legados de David Garnett e Duncan Grant.
Após ter se separado de Angelica, Garnett mudou-se para a França e morou em Château de Charry, em Montcuq (próximo a Cahors) até sua morte em 1981.

## Obras
- Turgenev (1917)
- Dope Darling (1919), romance
- A Mulher-Raposa - no original Lady into Fox (1922), romance
- A Man in the Zoo (1924), romance
- The Sailor's Return (1925), romance
- Go She Must! (1927), romance
- The Old Dove Cote (1928), contos
- A Voyage to the Island of the Articoles de André Maurois (1928) como tradutor
- Never Be a Bookseller (1929), memórias
- No Love (1929), romance
- The Grasshoppers Come (1931)
- A Terrible Day (1932)
- A Rabbit in the Air (1932)
- Pocahontas (1933)
- Letters from John Galsworthy 1900-1932 (1934)
- Beany-Eye (1935)
- The Letters of T. E. Lawrence (1938), editor
- The Battle of Britain (1941)
- War in the Air (1941)
- The Campaign in Greece and Crete (1942)
- The Novels of Thomas Love Peacock (1948), editor
- The Golden Echo (1953), autobiografia (I)
- The Flowers of the Forest (1955) autobiografia (II)
- Aspects of Love (1955)
- A Shot in the Dark (1958)
- A Net for Venus (1959), romance
- The Familiar Faces  (1962) autobiografia (III)
- Two by Two (1963), romance
- 338171 T. E. (Lawrence of Arabia) de Victoria Ocampo (1963) como tradutor
- Ulterior Motives (1966), romance
- The White/Garnett Letters (1968) correspondência com T. H. White
- Carrington: Letters & Extracts From Her Diaries (1970)
- First 'Hippy' Revolution (1970)
- A Clean Slate (1971)
- The Sons of the Falcon (1972), romance
- Purl and Plain (1973), contos
- Plough Over the Bones (1973), romance
- The Master Cat (1974)
- Up She Rises (1977)
- Great Friends. Portraits of Seventeen Writers (1979)
- David Garnett. C.B.E. A Writer's Library (1983)
- The Secret History of PWE : The Political Warfare Executive, 1939-1945 (2002)